# Joey Maxim
Giuseppe Antonio Berardinelli, meglio noto come Joey Maxim (Cleveland, 28 marzo 1922 – West Palm Beach, 2 giugno 2001), è stato un pugile statunitense, campione del mondo dei mediomassimi dal 1950 al 1951 e dal 1951 al 1952. 
È l'unico pugile ad aver sconfitto Sugar Ray Robinson prima del limite, sia pure nell'unico combattimento combattuto da quest'ultimo nella superiore categoria dei mediomassimi e in circostanze particolari.

## Biografia

### Carriera da dilettante
Giuseppe Antonio Berardinelli nacque a Cleveland, Ohio, figlio di emigranti italiani. Imparò a boxare da giovanissimo ed ebbe un'ottima carriera da dilettante nei pesi medi. Nel 1940 vinse i Golden Gloves di Chicago, gli Intercity Golden Gloves e il campionato nazionale AAU. Il nome da combattimento "Joey Maxim" gli fu attribuito in omaggio alla Maxim, la prima mitragliatrice automatica al mondo, per la sua abilità nel colpire l'avversario con serie rapidissime di jab di sinistro. 

### Inizi da professionista
Passò al professionismo nel 1941, a diciannove anni, nei pesi mediomassimi. Tra l'ottobre e il dicembre 1942 subì una doppia sconfitta ai punti dal futuro campione del mondo dei pesi massimi, Ezzard Charles, che allora combatteva nei mediomassimi. 
Nel 1946, da mediomassimo, batté ai punti l'altro futuro campione del mondo dei massimi Jersey Joe Walcott, più pesante di sei kg. L'anno dopo fu organizzato un doppio incontro Maxim-Walcott per designare lo sfidante al grande Joe Louis per il titolo mondiale dei massimi. Walcott vinse in entrambi i casi ma con verdetto contrastato ai punti. Seguì una nuova sconfitta ai punti, con verdetto non unanime, contro Ezzard Charles. Di conseguenza, Walcott e Charles si sfidarono per l'attribuzione del titolo dei massimi, lasciato vacante da Louis, che fu vinto da Charles.
Maxim venne allora designato per l'attribuzione del titolo nordamericano dei pesi mediomassimi, contro l'anziano Gus Lesnevich, già campione del mondo della categoria e nominato Ring Magazine Fighter of the Year per l'anno 1947. Il 10 agosto 1949, l'italoamericano vinse ai punti con verdetto unanime.

### Campione del Mondo
Finalmente, grazie alla sua indubbia bravura, a 28 anni e all'88º incontro da professionista, Maxim ottenne di combattere una sfida al titolo mondiale. La chance giunse il 24 febbraio 1950, al Earl's Court Exhibition Centre di Londra, contro il britannico Freddie Mills, che aveva in precedenza scalzato Lesnevich e combatteva la sua prima difesa al titolo. Maxim abbatté il campione inglese con un KO al 10º round. Dopo l'incontro vennero rinvenuti, conficcati nel guantone sinistro di Maxim, tre denti di Mills, che da allora abbandonò il pugilato.
Il 30 maggio 1951, Maxim tentò la scalata al titolo mondiale dei massimi sfidando nuovamente Ezzard Charles - che nel frattempo aveva il rientrante Louis - ma perse ai punti, anche se un giudice aveva visto il "pari". Il 22 agosto dello stesso anno, difese per la prima volta la cintura dei mediomassimi, battendo ai punti Bob Murphy al Madison Square Garden di New York.

### 25 giugno 1952: Joey Maxim contro Sugar Ray Robinson
È il più famoso incontro della carriera di Maxim, in cui difese per la seconda volta la corona mondiale dei mediomassimi allo Yankee Stadium. L'incontro era stato fissato al 23 di giugno, ma fu posticipato a causa di piogge torrenziali e, quando si svolse, di fronte a 47.968 spettatori, New York era nel pieno di un'ondata di calore da record. 
Nel corso del combattimento, Sugar Ray Robinson si creò un consistente vantaggio ai punti nei confronti del campione, ma Maxim iniziò a recuperare alla distanza e Robinson soccombette aggredito dall'ipertermia e per i duri colpi infertigli da Maxim. Perfino l'arbitro, Ruby Goldstein, fu costretto ad abbandonare l'incontro dopo essere collassato sulle corde e non riuscendo più a rimettersi in piedi. Per terminare l'incontro dovette essere sostituito da un arbitro di riserva. 
Robinson crollò a terra nel finale del 13º round, ma riuscì a trascinarsi barcollando al proprio angolo. Non si rialzò però alla campana d'inizio del 14º anche se, essendo in largo vantaggio ai punti (10-3, 9-3-1 e 7-3-3) gli sarebbe stato sufficiente rimanere in piedi altri due round per vincere. La vittoria andò così a Maxim per KO tecnico. L'incontro entrò nella storia del pugilato perché fu l'unico che Robinson - che rimarrà inattivo per tre anni - non terminò nella sua carriera di 201 combattimenti. 
Goldstein e Robinson non furono gli unici a dover essere portati via dallo stadio in barella, anche alcune dozzine di spettatori furono vittime di collassi. I due pugili, durante l'incontro, persero quasi 20 libbre (circa 9 kg) di peso.

### Fine carriera

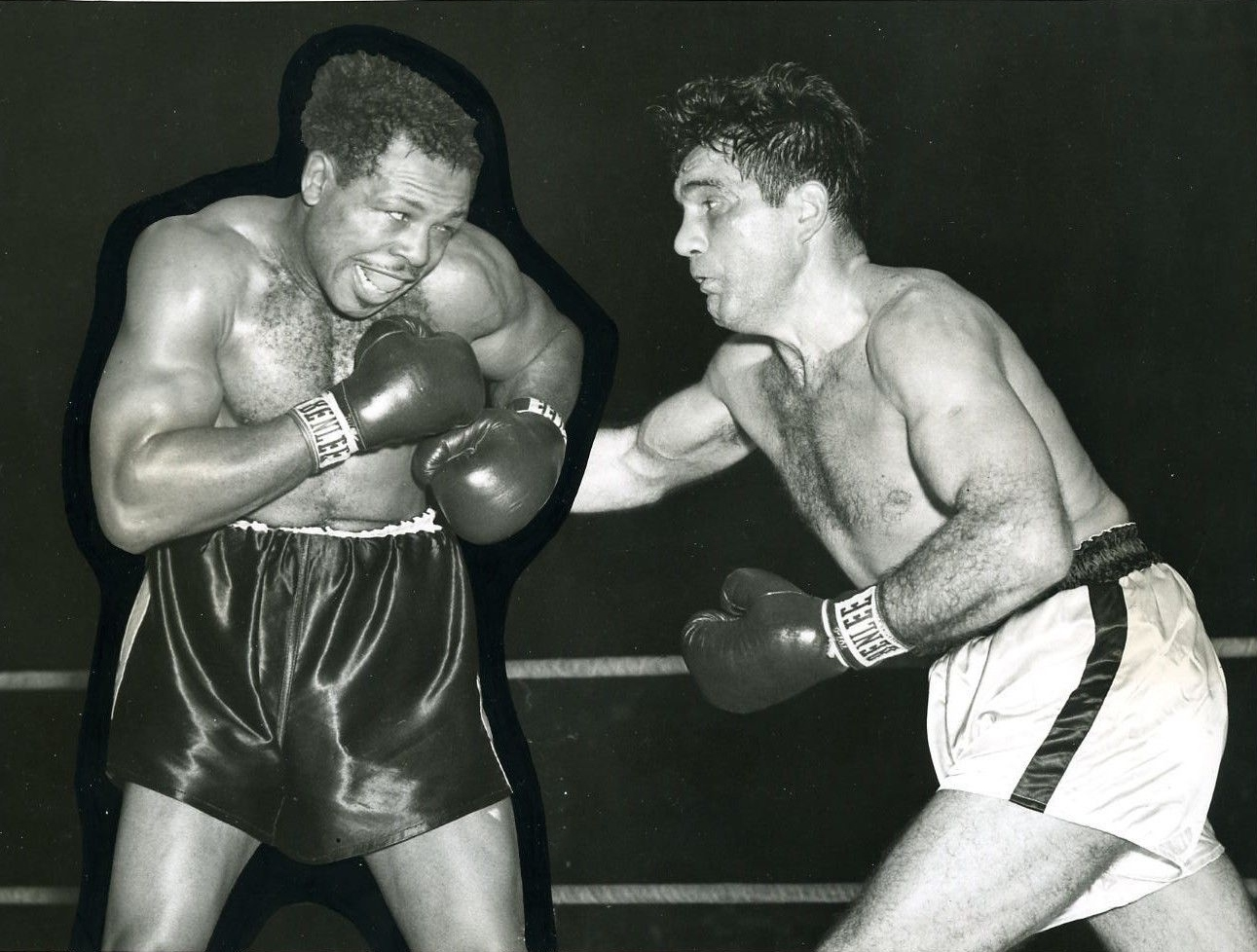
Archie Moore (a sinistra) vs. Joey Maxim, 18 dicembre 1952

A dispetto della vittoria, il combattimento con Robinson ebbe conseguenze immediate anche su Maxim. Sei mesi più tardi perse il titolo mondiale contro l'ormai trentaseienne "Old Mongoose" Archie Moore ("La Vecchia Mangusta" come era soprannominato), con ampio margine di punti. Perse anche le due rivincite con  Moore, combattute rispettivamente il 24 giugno 1953 e il 27 gennaio 1954, in entrambi i casi ai punti con verdetto unanime, anche se con margine più contenuto. 
In seguito a queste sconfitte Maxim, fino a quel momento uno dei pugili più attivi, salì sul ring più raramente.  Il 7 giugno 1954, tuttavia, inflisse la sua prima sconfitta ai punti all'astro nascente Floyd Patterson, che allora combatteva nei mediomassimi.
Negli ultimi quattro anni combatté nove match, con ben otto sconfitte, anche se tutte con avversari di ottimo livello. Perse due volte con l'ex campione del mondo dei medi Bobo Olson, ormai un mediomassimo; due volte con Eddie Machen, futuro sfidante al mondiale dei pesi massimi; a Stoccarda contro l'ex campione europeo Heinz Neuhaus e a Milano contro la medaglia di bronzo dei pesi massimi a Melbourne 1956, Giacomo Bozzano. Si ritirò a trentasei anni nel 1958.
La International Boxing Hall of Fame lo ha ammesso fra i più grandi pugili di ogni tempo. Nel 2002 la rivista The Ring lo ha collocato al 14º posto in una propria classifica dei pesi mediomassimi della storia del pugilato.